# Žitavce
Žitavce este o comună slovacă, aflată în districtul Nitra din regiunea Nitra. Localitatea se află la altitudinea de 141 m deasupra n.m., se întinde pe o suprafață de 8,29 km2 și în 2017 număra 380 de locuitori.

## Istoric
Localitatea Žitavce este atestată documentar din 1232.

## Demografie
| An:                | 1994 | 2004   | 2014    | 2024   |
| ------------------ | ---- | ------ | ------- | ------ |
| Număr de persoane: | 328  | 334    | 373     | 396    |
| Diferență:         |      | +1,82% | +11,67% | +6,16% |

| An:                | 2023 | 2024   |
| ------------------ | ---- | ------ |
| Număr de persoane: | 399  | 396    |
| Diferență:         |      | −0,75% |